# VSK Technika Brno (pozemní hokej)
Vysokoškolský klub (zkratka VSK) Technika Brno je jihomoravský oddíl pozemního hokeje, který hraje první českou ligu. Oddíl byl založen roku 1967.

## Soutěže
- První liga